# Йозеф Банський
Йозеф Банський — (*31 грудня 1919 — †18 січня 1956) — словацький славіст і перекладач.
Автор статті про Тараса Шевченка «Шевченко і Словаччина», опублікованої в «L'ud» («Народ», 1951, № 77), та рецензії на книжку «Вибране з творів найбільшого поета і будителя України» (чеською мовою. Прага, 1951) — в цій же газеті за 19 вересня 1952. Переклав частину поеми «Гайдамаки». Цей переклад вмістив М. Мольнар у книжці «Тарас Шевченко у чехів та словаків» (Пряшів, 1961).